# مانی مارک
مانی مارک (انگلیسی: Money Mark؛ زادهٔ ۱۹۶۰) موسیقی‌دان و تهیه‌کننده موسیقی اهل ایالات متحده آمریکا است که بیشتر به خاطر همکاریهایش با گروه بیستی بویز بین سالهای ۱۹۹۲ تا ۲۰۱۱ شناخته می‌شود.